# プロテインキナーゼA
プロテインキナーゼA (protein kinase A、PKA、EC 2.7.11.11) は、酵素活性が細胞内の環状アデノシン一リン酸 (cAMP) の濃度に依存するプロテインキナーゼのファミリーであり、cAMP依存性プロテインキナーゼ (cAMP-dependent protein kinase) としても知られる。PKAは、グリコーゲン、糖、脂質の代謝の調節を含む、いくつかの機能を持っている。

## 背景
プロテインキナーゼA (PKA)、正確にはアデノシン3',5'-一リン酸 (環状アデノシン一リン酸、cAMP) 依存性プロテインキナーゼは、化学者エドモンド・フィッシャーとエドヴィン・クレープスによって1968年に発見された。彼らは、PKAのリン酸化と脱リン酸化、そしてそれらのPKA活性との関連についての業績によって、1992年にノーベル生理学・医学賞を獲得した。
PKAはプロテインキナーゼの中で最も広く研究されているものの1つであり、このタンパク質の独特性がその要因の1つである。ヒトのキノームを構成する540種類のプロテインキナーゼの遺伝子のうち、生理的条件下で四量体の複合体を形成するキナーゼは、PKAの他にはカゼインキナーゼ2だけである。
哺乳類のPKAのサブユニットの多様性は、Stan Knightらが触媒サブユニット（Cサブユニット）の4つの遺伝子、そして調節サブユニット（Rサブユニット）の4つの遺伝子を同定したことによって明らかにされた。1991年には、Susan TaylorらはPKAのCαサブユニットを結晶化し、プロテインキナーゼの活性の中核部となる、2つのローブからなる構造を初めて明らかにした。この構造は、ゲノム中の他の全てのプロテインキナーゼのモデルとなった。

## 構造
PKAのホロ酵素は四量体で存在するが、PKAが特定の構成要素へ取り込まれると、その部位ではより高次の構造を形成する。典型的なPKAのホロ酵素は、2つの調節サブユニットと2つの触媒サブユニットから構成される。活性部位が存在するのは触媒サブユニットであり、ATPを結合し加水分解する一連の標準的な残基と、調節サブユニットに結合するドメインとを含んでいる。調節サブユニットには、cAMPを結合するドメインと、触媒サブユニットに結合するドメイン、自己阻害ドメインが存在する。調節サブユニットにはRIとRIIの2つの主要な型が存在する。
ヒトのPKAのサブユニットをコードする遺伝子には次のようなものがある。
- 触媒サブユニット – PRKACA (Cα), PRKACB (Cβ), PRKACG (Cγ)
- 調節サブユニットI型 (RI) - PRKAR1A, PRKAR1B
- 調節サブユニットII型 (RII) - PRKAR2A, PRKAR2B

## 機構

PKAの活性化と不活性化のメカニズムの概要

### 活性化
PKAは、cAMP依存性キナーゼとしてもよく知られており、さまざまなシグナルに応答してセカンドメッセンジャーであるcAMPの濃度が上昇すると、触媒サブユニットが遊離し活性化される、と長い間考えられてきた。しかし、調節タンパク質であるAキナーゼアンカータンパク質が結合した複合体など、内在のホロ酵素複合体を対象としたの近年の研究からは、特に生理的なcAMP濃度では、調節サブユニットと触媒サブユニットが物理的に分離せずとも、PKAの細胞内での局所的な活性化が進行することが示唆されている。対照的に、実験的に誘導された、生理的濃度を超える濃度のcAMPは、ホロ酵素の分離と触媒サブユニットの遊離を引き起こす。以下では、実験的によく知られたホロ酵素の分離を伴う機構について記述する。
グルカゴンやアドレナリンのような細胞外ホルモンは、まず標的細胞のGタンパク質共役受容体 (GPCR) に結合することで、PKAの活性化につながるシグナル伝達カスケードを開始する。GPCRが細胞外リガンドによって活性化されると、受容体はコンホメーション（立体配座）変化を起こし、ドメイン構造の変化がGPCRに結合しているヘテロ三量体Gタンパク質に伝えられる。刺激されたGタンパク質複合体中のGs型αサブユニットは結合しているGDPをGTPへ交換し、複合体から遊離する。活性化されたGs型αサブユニットは、アデニル酸シクラーゼと呼ばれる酵素に結合して活性化する。この酵素はATPからcAMPへの変換を触媒し、直接的にcAMP濃度を上昇させる。PKAの2つの調節サブユニットには、合計4分子のcAMPが結合する。各調節サブユニット上の2つの結合部位 (CNB-BとCNB-A) にcAMPが結合すると、調節サブユニットはコンフォメーション変化を起こし、2つの活性化された触媒サブユニットが放出される。
阻害的な調節サブユニットから放出された触媒サブユニットは、Arg-Arg-X-Ser/Thr（Xは任意のアミノ酸）というモチーフを含む、膨大な種類のタンパク質をリン酸化し続ける。この活性化されたPKAも異なるレベルで調節を受けており、その中にはPKIと名付けられた熱安定性の偽基質の阻害剤による調節などが含まれる。
まとめると、PKAの活性化は次のように進行する。
1. 細胞質のcAMPが増加する。
2. PKAの調節サブユニットのそれぞれに2分子のcAMPが結合する。
3. 調節サブユニットが触媒サブユニットの活性部位から離れ、R2C2複合体が解離する。
4. 遊離した触媒サブユニットがタンパク質と相互作用し、セリンまたはスレオニン残基をリン酸化する。

### 触媒
遊離した触媒サブユニットは、ATPから基質のセリンまたはスレオニン残基へのリン酸基の転移を触媒する。通常、リン酸化によって基質の活性に変化が生じる。PKAはさまざまな種類の細胞に存在してさまざまな基質に作用し、PKAの調節とcAMPの調節は多くの経路に関与している。
PKAが影響を与えるメカニズムとしては、直接的な基質のリン酸化によるものと、転写因子を介してタンパク質の合成量を変化させるものとがある。
- 直接的なリン酸化によって、PKAはタンパク質の活性を向上させるか、または低下させる。
- PKAはまずCREBを活性化し、CREBはcAMP応答配列 (cAMP response element) に結合し、転写活性を変化させてタンパク質の合成量に影響を与える。一般的に、このメカニズムによる影響は長期間 (数時間から数日) 持続する[10]。

### リン酸化機構
基質ペプチドのセリン/スレオニン残基は、そのヒドロキシル基がATP分子のγ位のリン酸基と向かい合うように配置される。基質、ATP、そして2つのマグネシウムイオンはPKAの触媒サブユニットと緊密に相互作用している。活性型コンホメーションでは、CヘリックスがN末端のローブに対してパッキングし、保存されたDFGモチーフのアスパラギン酸残基がマグネシウムイオンをキレートしてATPを適切に配置する。γ-リン酸を基質ペプチドのセリン/スレオニン残基へ転移するため、ATPの三リン酸部分はアデノシン部分が結合するポケットから突き出した配置となる。91番のグルタミン酸残基、72番のリジン残基を含む、いくつかの保存残基は、α位とβ位のリン酸基を適切な位置に保つ。基質ペプチドのセリン/スレオニン残基のヒドロキシル基が、SN2求核反応によってγ位のリン酸基のリン原子を攻撃し、リン酸の基質ペプチドへの転移と、β-リン酸とγ-リン酸の間のホスホジエステル結合の開裂が起こる。
PKAはプロテインキナーゼの生物学を理解するためのモデルとなっており、その保存残基の位置は、ヒトのキノームを、活性を有するプロテインキナーゼと活性のない偽キナーゼとに分類する際の助けとなっている。

### 不活性化

cAMP

PKAの下方制御はフィードバック機構によって起こり、PKAによって活性化されてcAMPを加水分解するホスホジエステラーゼ (PDE) が用いられる。PDEは迅速にcAMPをAMPへ変換し、cAMP量を減少させる。また、PKAは一連の複雑なリン酸化機構によっても調節されており、自己リン酸化による修飾や、PDK1のような調節キナーゼによるリン酸化などが行われる。
このように、PKAはcAMPの濃度によって部分的に制御されるとともに、触媒サブユニット自体もリン酸化によって下方制御される。

### 固定
PKAの調節サブユニットの二量体は、キナーゼの細胞内局在化に重要である。二量体のD/Dドメイン (dimerization and docking domain) は、Aキナーゼアンカータンパク質 (AKAP) のAKBドメイン (A-kinase binding domain) に結合する。AKAPはPKAを細胞内のさまざまな場所 (細胞膜、ミトコンドリアなど) へ局在化させる。
AKAPは他の多くのシグナル伝達タンパク質を結合し、非常に効率的なシグナル伝達のハブを細胞内の特定の位置に形成する。例えば、心筋細胞の核の近傍に位置するAKAPはPKAとPDEの両方に結合し、それによってPKAの活性は制限されて局所的なパルスとなる。

## 機能
PKAはアルギニン-アルギニン-X-セリン/スレオニンというモチーフが露出したタンパク質をリン酸化し、タンパク質を活性化または不活性化する。発現しているタンパク質は細胞種によって異なるので、PKAによってリン酸化されるタンパク質の種類も細胞種によって異なる。そのため、PKAの活性化による影響も細胞種によって異なる。

### 概要
| 細胞の種類                                                | 器官/系 | 刺激因子 （リガンド → Gs共役型GPCR） | 阻害因子 （リガンド → Gi共役型GPCR）                                                    | 影響 |
| --------------------------------------------------------- | ------- | --- | --------------------------------------------------------------------------------------- | --- |
| 脂肪細胞                                                  |         | - アドレナリン → β-アドレナリン受容体 - グルカゴン → グルカゴン受容体 |                                                                                         | - 脂肪分解の増加 - リパーゼの活性促進 |
| 筋細胞 (骨格筋)                                           | 筋系    | アドレナリン → β-アドレナリン受容体 |                                                                                         | - グルコースの産生 - グリコーゲン分解の促進 - ホスホリラーゼキナーゼによるグリコーゲンホスホリラーゼのリン酸化 (活性化) - アセチルCoAカルボキシラーゼのリン酸化 (不活性化) - グリコーゲン合成の阻害 - グリコーゲンシンターゼのリン酸化 (不活性化) |
| 筋細胞 (心筋)                                             | 循環器  | ノルアドレナリン → β-アドレナリン受容体 |                                                                                         | - 筋小胞体へのカルシウムイオンの隔離 - ホスホランバンのリン酸化による電位依存性Ｌ型Ca2+チャネルの活性化 - 解糖系の促進 - ホスホフルクトキナーゼ2のリン酸化 (キナーゼ活性の活性化) |
| 筋細胞 (平滑筋)                                           | 循環器  | - β2受容体作動薬 → β2アドレナリン受容体 - ヒスタミン → ヒスタミンH2受容体 - プロスタサイクリン → プロスタサイクリン受容体 - プロスタグランジンD2 → PGD2受容体 - プロスタグランジンE2 → PGE2受容体 - VIP → VIP受容体 - L-アルギニン → イミダゾリン受容体、α2アドレナリン受容体? (Gi共役型) | - アセチルコリンなどのムスカリン作動薬 → ムスカリンM2受容体 - 神経ペプチドY → NPY受容体 | - 血管拡張への寄与 (ミオシン軽鎖キナーゼのリン酸化による不活性化) |
| 肝細胞                                                    | 肝臓    | - アドレナリン → β-アドレナリン受容体 - グルカゴン → グルカゴン受容体 |                                                                                         | - グルコースの産生 - グリコーゲン分解の促進 - グリコーゲンホスホリラーゼのリン酸化 (活性化) - アセチルCoAカルボキシラーゼのリン酸化 (不活性化) - グリコーゲン合成の阻害 - グリコーゲンシンターゼのリン酸化 (不活性化) - 糖新生の促進 - ホスホフルクトキナーゼ2のリン酸化 (ホスファターゼ活性の活性化) - 解糖系の阻害 - ホスホフルクトキナーゼ2のリン酸化 (キナーゼ活性の不活性化、ホスファターゼ活性の活性化) - ピルビン酸キナーゼのリン酸化 (不活性化) |
| 側坐核の神経細胞                                          | 神経系  | ドーパミン → ドーパミン受容体 |                                                                                         | - 報酬系の活性化 |
| 主細胞 (principal cell)                                   | 腎臓    | - バソプレシン → バソプレシンV2受容体 - テオフィリン (PDE阻害剤) |                                                                                         | - アクアポリン2の頂端膜への輸送 - アクアポリン2の合成 - アクアポリン2のリン酸化 (活性化) |
| 太い上行脚の細胞 (thick ascending limb cell)              | 腎臓    | バソプレシン → V2受容体 |                                                                                         | - ナトリウム・カリウム・塩素イオン共輸送体の活性化 (おそらくわずかな影響) |
| 皮質集合管細胞 (cortical collecting tubule cell)          | 腎臓    | バソプレシン → V2受容体 |                                                                                         | - 上皮性ナトリウムチャネルの活性化 (おそらくわずかな影響) |
| 髄質内層集合管細胞 (inner medullary collecting duct cell) | 腎臓    | バソプレシン → V2受容体 |                                                                                         | - 尿素輸送体1の活性化 - 尿素輸送体1の膜輸送 |
| 近位尿細管細胞 (proximal convoluted tubule cell)          | 腎臓    | 副甲状腺ホルモン → 副甲状腺ホルモン受容体 |                                                                                         | - ナトリウム水素交換輸送体3の阻害 → プロトン排出の低下 |
| 傍糸球体細胞 (juxtaglomerular cell)                       | 腎臓    | - アドレナリン作動薬 → β-アドレナリン受容体、α2アドレナリン受容体 - ドーパミン → ドーパミン受容体 - グルカゴン → グルカゴン受容体 |                                                                                         | - レニンの分泌 |

### 脂肪細胞と肝細胞
アドレナリンとグルカゴンは、Gタンパク質とアデニル酸シクラーゼを介したメカニズムで細胞内のcAMP濃度を変化させ、PKAの活性に影響を与える。PKAは、アセチルCoAカルボキシラーゼなどの代謝に重要な多くの酵素をリン酸化する。この共有結合性の修飾は、これらの酵素に阻害的な影響を与える。そのため脂質合成は阻害され、糖新生全体が促進される。一方、インスリンはこれらの酵素のリン酸化レベルを低下させて脂質合成を促進する。

### 側坐核の神経細胞
PKAは、報酬系、動機づけ、サリエンシーに関与する側坐核の細胞へのドーパミンシグナルの伝達を助ける。側坐核の神経細胞の活性化は報酬の知覚の大部分に関与しており、セックス、嗜好性薬物、餌の知覚などが含まれる。マウスを用いた研究では、遺伝的にcAMP-PKAを介したシグナル伝達を低下させたマウスはエタノールの消費量が少なく、その鎮静作用への感受性が高いことが報告されている。

### 骨格筋
PKAはAKAPによって細胞内の特定の位置に固定されている。筋小胞体のカルシウム放出チャネル、もしくはリアノジン受容体は mAKAP (muscle AKAP) と共局在している。mAKAPによってリアノジン受容体とPKAが共局在することで、リアノジン受容体のリン酸化とカルシウムイオンの放出は増加する。

### 心筋
カテコールアミン (特にノルアドレナリン) で活性化されるβ1アドレナリン受容体を介したカスケードによってPKAは活性化され、L型カルシウムチャネル、ホスホランバン、トロポニンI、心筋ミオシン結合タンパク質C、カリウムチャネルなど、多数の標的がリン酸化される。これによって変力作用と変弛緩作用が増大し、より速い筋弛緩が可能になるとともに収縮力が増大する。

### 記憶の形成
PKAは記憶の形成において重要であると考えられている。DCO (PKAの触媒サブユニットをコードする遺伝子) の発現の低下によって、中期記憶と短期記憶の深刻な学習障害が引き起こされる。長期記憶も、PKAによって調節される転写因子、CREBに依存している。ショウジョウバエを用いた研究では、PKA活性の増加が短期記憶に影響を与えることが報告されている。PKAの活性が通常の60%程度では記憶への影響はわずかまたは全く見られないが、24%への低下によって学習能力が阻害され、16%に低下すると学習能力と記憶保持の両方が影響を受けていた。一方でPKAの過剰すぎる発現や活性化も記憶力の低下に繋がっており、通常の記憶形成過程はPKAのレベルに極めて敏感である。